# Saguaro National Park
Saguaro National Park  er en nationalpark i delstaten Arizona i USA. Parken blev etableret 14. oktober 1994, og er på 370 km². De vigtigste naturattraktioner i nationalparken er sonoraørkenen og saguarokaktusserne som har givet parken dens navn.
Parken består af to separate dele, Tucson district og Rincon district, beliggende på hver sin side af byen Tucson. I den vestlige del ligger Tucson Mountains, mens Rincon Mountains ligger i den østlige del. Af det totale areal på 370 km² er 287 km² defineret som vildmark, dvs uberørt natur.
Dyrelivet omfatter blandt andet de truede arter Lille langnæset flagermus (Leptonycteris yerbabuenae) og mexikansk pletugle (Strix occidentalis lucida).  Ud over kæmpekatusserne findes også  tøndekaktusser, cylinderopuntiakaktusser og opuntiakaktusser.
Parken blev etableret som Saguaro National Monument den 1. marts 1933, og blev opgraderet til nationalpark den 14. oktober 1994. Faciliteter i parken omfatter besøgscentre i begge  parkens dele og 240 km turstier. 